# Притци, Гертруда
Гертруда Притци (нем. Gertrude Pritzi; 15 января 1920, Вена — 21 октября 1968, Вена) — австрийская и немецкая спортсменка, игрок в настольный теннис, чемпионка мира, многократная чемпионка Австрии и Германии.

## Биография
Родилась в 1920 году в Вене. 
Финальный матч за первое место в женском одиночном разряде на Чемпионате мира по настольному теннису 1937 года между Рут Ааронс (США) и Гертрудой Притци был остановлен согласно правилам тех времен через 1 час и 45 минут, обе спортсменки были дисквалифицированы и награды за первое и второе места не были вручены. Однако, в 2001 году, после смерти обеих спортсменок, Международная федерация настольного тенниса приняла решение считать их обеих сочемпионками и золотыми медалистками.
На чемпионате мира 1938 года завоевала золотую и две бронзовых медалей. В том же 1938 году Австрия была аннексирована Германией, и потому на чемпионате мира 1939 года Гертруда Притци представляла уже не Австрию, а Германию, завоевав две золотых медали, одну серебряную и одну бронзовую. В 1938-1944 годах она каждый год становилась чемпионкой Германии.
После Второй мировой войны, когда Австрия вновь стала независимым государством, Гертруда Притци продолжала участвовать в чемпионатах мира вплоть по 1956 год. В 1950 и 1951 годах занимала 4-е место в рейтинге ITTF.